# Cuphonotus andraeanus
Cuphonotus andraeanus är en korsblommig växtart som först beskrevs av Ferdinand von Mueller, och fick sitt nu gällande namn av Elizabeth Anne Shaw. Cuphonotus andraeanus ingår i släktet Cuphonotus, och familjen korsblommiga växter. Inga underarter finns listade i Catalogue of Life.